# Vz. 61蠍式衝鋒槍
1961年型衝鋒槍（簡稱：Sa vz. 61或vz. 61），也被稱為蠍式是一款由捷克斯洛伐克製造的7.65毫米口徑衝鋒槍。

## 設計歷史
蠍式衝鋒槍是1959年由捷克槍械設計師Miroslav Rybář設計，其設計目的是為了向非前線戰鬥步兵單位提供一種重量輕，但比起手槍更有效的個人防衛武器。另一說是此槍的出現是為了取代捷克軍隊在大戰後所繼承的毛瑟M712速射型手槍。
該槍的原型在1959年推出，稱為S-59衝鋒槍。在1961年正式獲得採用時，被定型為“1961年型衝鋒槍”，或簡稱SA vz. 61，其口徑為.32 ACP，從1962年至1979年間大約生產了200,000枝。

## 採用
蠍式衝鋒槍主要列裝於捷克斯洛伐克人民軍中的低階軍官、司機、裝甲車／直升機組人員及特種部隊以用作一枝佩槍。該槍在定型後就逐漸取代了捷克斯洛伐克人民軍原本裝備的CZ 52手槍。而一些民航客機上的防劫機保安人員也選用該槍，這是因為.32 ACP彈穿透力較弱，無法穿透機艙蒙皮。
在捷克斯洛伐克分裂成兩個國家後，該槍仍然在捷克共和國以及斯洛伐克的警察、武裝部隊和反恐部隊中廣泛地使用。
蠍式也被大量出口到外國，並普遍地裝備於一些中東和非洲國家的軍隊和警察。
南斯拉夫社會主義聯邦共和國在購入30,000枝蠍式衝鋒槍後決定向原廠取得生產權，於本土生產，並命名為M84衝鋒槍。在南斯拉夫解體後M84依然在塞爾維亞生產並被當地的軍警所使用。
目前已知印尼的青蛙司令部（Kopaska）戰術潛水小組和特種部隊司令部（Kopassus）、蒙古的特警隊、前蘇聯的克格勃（KGB）和其屬下的阿爾法小組、前德意志民主共和國史塔西所屬的第9勤務部隊、中國人民武裝警察部隊特種警察學院、朝鮮民主主義人民共和國的特工以及朝鮮人民軍特種部隊皆有或曾經採用vz. 61。而在越南戰爭期間，越南南方民族解放陣線（越共）亦曾使用vz. 61。
但同樣地由於蠍式尺寸小極易隱藏，消聲效果極好，而且在近距離有著無可比拟的火力，因此也被一些恐怖組織所使用。典型的例子就是在1978年義大利總理阿尔多·莫罗被殺事件，當時紅色旅的成員就是以vz. 61來處決莫羅。而愛爾蘭共和軍也曾使用過這種武器。

## 特徵
蠍式衝鋒槍發射.32 ACP（7.65×17毫米）彈的其中一個原因是考慮到彈藥的通用性，因為當時捷克斯洛伐克的軍警（包括內務部）所裝備的手槍都是以.32 ACP作制式彈藥。其二是這種彈藥被普遍地認為最能配合蠍式衝鋒槍的設計概念—體積小、重量低，但在全自動射擊時仍保留著很高的精確度和可控性。
蠍式運用了常見且簡單的反沖作用和閉鎖式槍機的機制，彈匣裝在機匣底部，並配有一具可摺疊式槍托。而它與其他衝鋒槍最不同的地方在於：極為細小的尺寸，以閉鎖式槍機運作的同時也以位於手槍握把內的降速器來降低全自動射擊時的射速。
在全自動射擊時，蠍式會以每分鐘800—850發的理論射速進行射擊。
其快慢機位於機匣左邊後部，手槍握把的上方。它具有三個位置，「0」為保險模式、「1」為半自動射擊模式，而「20」則為全自動射擊模式。
彈匣容量通常為20發，但也有較小的10發容量可供選擇。
像一般手槍一樣，蠍式也具有一個專用手槍皮套。
另外由於蠍式衝鋒槍的體積不比許多戰鬥用的半自動手槍大多少，所以有時也會被當成衝鋒手槍。而它的設計初衷確實是作為一種雙用途武器，既可像衝鋒槍那樣雙手抵肩連發射擊，又可像手槍那樣單手不抵肩單發射擊。
此槍既可以作為近身距離作戰中的突擊武器，也可以代替手槍作為個人防衛武器（PDW），其大小亦很適合被車輛司機、飛機駕駛員及從事間諜活動的特工攜帶及使用。因此雖然蠍式的實戰效果不太理想，此槍在輕武器歷史上卻佔有一席之地。

## 衍生型

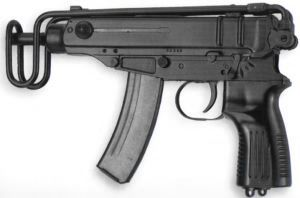
vz. 61 E

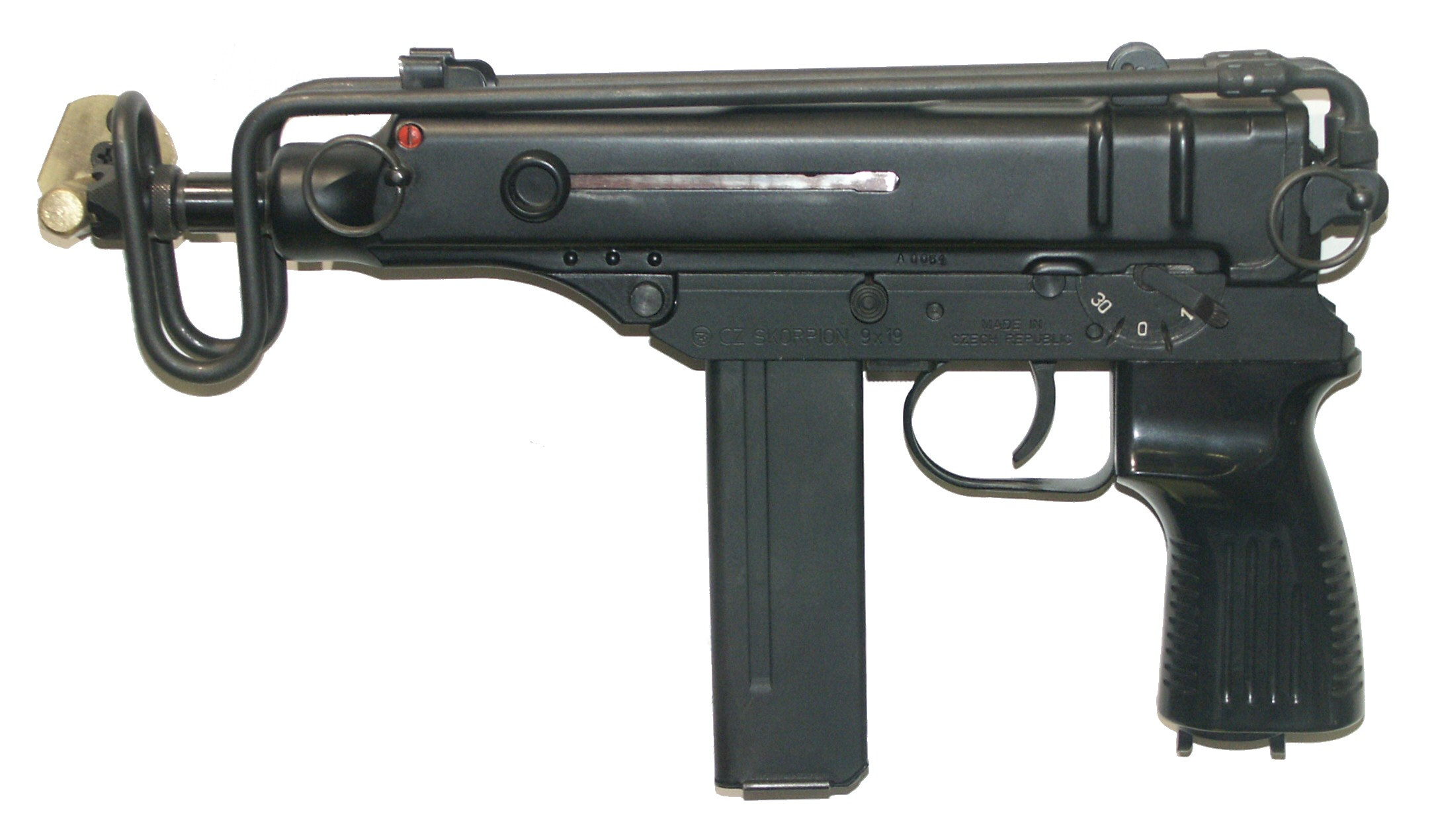
9毫米口徑版本的蠍式衝鋒槍

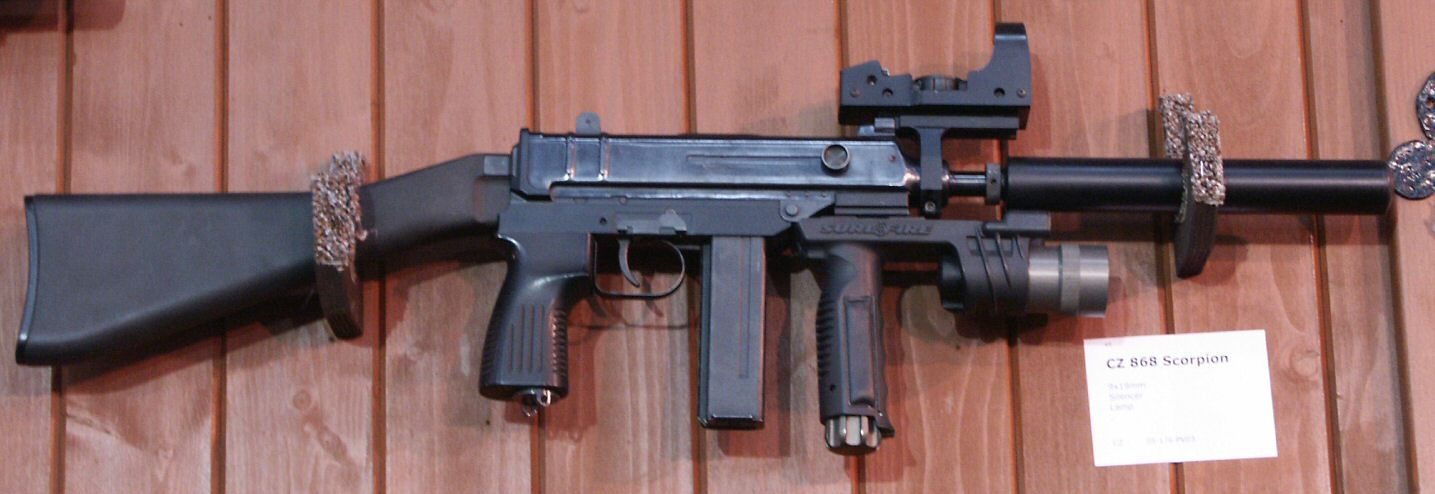
CZ-868卡賓槍

- S-59：原型槍，與正式投產後的版本幾乎相同。與vz. 61相比差異如下：槍托為固定式，手槍握把的形狀，以及槍機、拋殼口、扳機護環及彈匣插槽等與vz. 61略有不同[2]。
- SA vz. 61 E：於1990年推出，為原槍使用塑料製手槍握把的版本。
- SA vz. 64：發射9×17毫米短彈（.380 ACP）的版本，槍管被傾斜縮短，以充當槍口制退器用作減低後座力，該槍使用直形彈匣供彈[2]。
- SA vz. 65：發射9×18毫米馬卡洛夫彈（英语：9×18mm Makarov）的版本，為了符合華約的標準而設。射速比原版更高，並使用直形彈匣供彈[2]。
- Sa vz. 68：發射9×19公釐帕拉貝倫彈的版本，使用直形彈匣供彈[2]。
- Sa vz. 82：蠍式的最終改良型，發射9×18毫米馬卡洛夫彈，以直形彈匣供彈。機匣被重新設計過，且拉機柄的尺寸被加大，並改為單一式，而非像先前的型號兩邊都有。另外扳機組亦被簡化[2]。
- Sa vz. 83：vz. 82的.380 ACP口徑版本[5]。
- CZ-91S：半自動民用型，有多種口徑可供選擇。
- CZ-868：卡賓槍版本。
- CZ-361：蠍式的最新版，發射9×19公釐帕拉貝倫彈，機匣頂部附有皮卡汀尼導軌。
- 扎斯塔瓦M84：蠍式的南斯拉夫／塞爾維亞授權生產型，由扎斯塔瓦武器公司（Zastava Arms）生產。與原版不同的是，M84的手槍握把是以合成材料製成，而非木製品。
- 扎斯塔瓦M84A：M84的半自動民用版，發射9×17毫米短彈。

## 使用國
- 阿富汗
- 安哥拉
- 奥地利
- 中华人民共和国
  - 中國人民武裝警察部隊特種警察學院
- 哥伦比亚
- 古巴
- 捷克
  - 捷克共和國軍
- 埃及
- 德国[6]
  - 德國邦警察（英语：Landespolizei）特別行動突擊隊
- 匈牙利
- 印度
- 印度尼西亞
  - 印尼陸軍特種部隊司令部
  - 印尼海軍蛙人司令部
- 伊拉克
- 伊拉克库尔德斯坦
- 科索沃
- 黎巴嫩
- 利比亞
- 蒙古国
  - 特警單位
- 蒙特內哥羅
- 莫桑比克
- - 朝鮮人民軍特種部隊
  - 武裝特工
- 北馬其頓
- 巴拿马
- 塞族共和國
- 塞爾維亞
- 斯洛伐克
- 斯洛維尼亞
- - 國防情報本部
- 叙利亚
- 乌干达
- 乌克兰：2022年俄羅斯入侵烏克蘭期間獲捷克軍援。
  - 烏克蘭武裝部隊
- 辛巴威

### 前使用國
- 捷克斯洛伐克
  - 捷克斯洛伐克人民軍
- 东德
  - 國家人民軍
  - 史塔西第9勤務部隊
- 苏联
  - 蘇聯國家安全委員會
- 南斯拉夫：當地生產。
  - 南斯拉夫人民軍

### 非國家團體的採用
- 越南南方民族解放陣線
- 愛爾蘭共和軍
- 紅色旅

## 流行文化

### 電影
- 1994年—：由馬蓋先（李察·狄恩·安德森飾演）所使用。
- 1996年—：由帕克警官（丹素·華盛頓飾演）所使用。
- 1999年—：以30發彈匣供彈，由主角湯瑪斯·“尼奧”·安德森（基努李維飾演）於電梯大堂槍戰期間雙持使用。奇怪地排出5.56×45mm NATO子彈的彈殼。
- 2002年—：由抵抗軍所使用。
- 2002年—：由捷克祕密警察米蘭·索瓦（里奇·穆勒飾演）所使用。
- 2003年—：型號為vz. 82，由梅羅文加的手下所使用。
- 2008年—：由火狐（安潔莉娜·裘莉飾演）所使用。
- 2008年—：由隸屬中央情報局特別行動組的主角羅傑·費里斯（里安納度·狄卡比奧飾演）所使用。
- 2012年—：為扎斯托瓦M84，由吉兒·范倫婷（席安娜·蓋羅莉飾演）雙持使用。
- 2014年—：由酷寒戰士（冬兵）（賽巴斯汀·斯坦飾演）所使用，公路戰冬兵出場時裝配於背上。
- 2017年—《铁雨》：由朝鲜人民軍特種部隊成員所使用。

### 電子遊戲
- 2004年—《潛龍諜影3 食蛇者》：型號為VZ61。命名為「蠍子」。
- 2007年—《戰地之王》
- 2007年—及重製版：型號為vz.61，命名為Skorpion，歸類為衝鋒槍，槍托長期處於摺疊位置，奇怪地没有無彈後定。戰役模式中由俄羅斯極端民族主義黨武裝份子所使用。聯機模式時為解鎖武器，可使用的配件包括：紅點鏡、ACOG光學瞄準鏡及消音器。
- 2007年—《穿越火线》：于2017年3月29日更新所加入，型号为vz.61，命名为「蝎式冲锋枪」，以12000GP购买并永久使用。默认为双持使用，兩枝槍共裝彈40发。
- 2008年—：命名為「VZ61」。
- 2009年—《惡靈古堡5》：型號為vz.61，命名為「VZ61」。戰役模式可於第一章取得。
- 2010年—：型號為vz.61，命名為Skorpion，歸類為衝鋒槍，預設沒有裝上槍托（使用“握把”改裝後才會裝上並伸展出來），奇怪地没有無彈後定。戰役模式中由古巴軍隊、蘇聯軍隊、蘇聯特種部隊及越南南方民族解放陣線所使用。聯機模式時於等級7解鎖，並可使用延長彈匣（增至30發）、握把（實際為槍托）、消音器、射速增加及雙持。
- 2010年—《潛龍諜影 和平先驅》
- 2011年—：型號為vz.61，命名為Skorpion，改用塑料握把，槍托長期處於摺疊位置，使用瞄準鏡改裝時會裝上妨礙（在現實中）槍栓復進的瞄準鏡導軌，奇怪地没有無彈後定，歸類為衝鋒手槍。僅於聯機模式及生存模式出現過。聯機模式時於等級36解鎖，而在生存模式則於等級3解鎖，價格為$1,500。此槍可使用改裝包括：紅點鏡、ACOG光學瞄準鏡、全息瞄準鏡、消音器、延長彈匣（增至30發）及雙持。
- 2012年—《3》：命名為「Skorpion」，歸類為配槍，玩家角色使用時會以單手握持，且槍托長期處於摺疊位置。
- 2012年—《战争前线》：型号为vz.83，命名为「Skorpion vz.83」，使用棕色聚合物握把，并在弹匣前方加装一小段皮卡汀尼导轨以安装战术配件，以30发弹匣供彈。为工程兵专用武器，为抽奖武器，可以改装战术导轨配件（通用握把、冲锋枪握把、冲锋枪握把架）。
- 2013年—《2》：命名為「Cobra」。
- 2014年—《4》：命名為「Skorpion」，歸類為配槍，玩家角色使用時會以單手握持，且槍托長期處於摺疊位置。
- 2015年—：型號為vz. 61，為資料片「背叛」新增的武器，只能雙持使用，命名為“Dual Vz.61”，奇怪地兩槍載彈量合共只有31+1發，且没有無彈後定，重新裝填會於玩家視角外進行，槍托也長期處於摺疊位置。無法實際的以機械瞄具瞄準及作任何改裝，設定為兩方所有職階可用配槍，價格為$100,000。
- 2015年—《戰術小隊》：命名為“Vz. 61 Skorpion”，由叛軍及民兵車輛人員所使用，槍托長期處於伸展位置。
- 2016年—《少女前线》：為一名三星战术人形。
- 2018年—《绝地求生》：命名為“Skorpion”，归类为手枪，可进行单发射击和全自动射击。
- 2018年—《5》：命名為“Skorpion”，歸類為配槍，槍托長期處於摺疊位置。奇怪地具備三發點放模式。
- 2019年—：裝有自製的瞄準鏡，槍托長期處於摺疊位置。
- 2019年—《 和平精英》：命名為「 蠍式手槍」。被歸類在手槍，擁有全自動和單發模式，口徑9mm，預設20發彈容擴容後40發，可額外裝備瞄具、消音器、槍托和擴容彈夾
- 2021年—《惡靈古堡 村莊》：命名為「V61衝鋒手槍」。
- 2021年—《極地戰嚎6》：命名為「蠍式」。被歸類在隨身武器的自動手槍，預設20發彈容，可外加槍口抑制器與瞄具。
- 2021年—《蔚藍檔案》：春日椿的固有武器「安眠的同伴Ⅱ」原型。

### 動畫
- 2002年—《神槍少女》：由恐怖份子所使用。
- 2008年—《神槍少女II》：由五共和國派恐怖組織成員法蘭克所使用。
- 2009年—《幻灵镇魂曲》
- 2013年—《特例措施團體斯特拉女子學院高等科C3部》：為電動軟氣槍，由主角大和由良所使用，會使用彈匣及彈鼓供彈。
- 2013年—《劇場版 魔法少女小圓［新篇］叛逆的物語》：在曉美焰與巴麻美槍戰期間曾短暫地使用。
- 2014年—《刀劍神域II》：於第8話由一名Bob參賽者所使用。
- 2015年—《GATE 奇幻自衛隊》：型號為vz. 82，裝上電筒和消聲器，於第1季第10話由在日本境內從事非法活動的中華人民共和國國安部武裝特工所使用。

### 小說
- 2014年—《刀劍神域外傳Gun Gale Online》：為小比類巻香蓮（蓮）最初加入線上遊戲Gun Gale Online（GGO）時所使用的武器，使用粉紅色塗裝並移除了槍托，會雙持。

## 外部連結
- Česká Zbrojovka—official page
- Instruction manual
- CzechPoint—Škorpion history
- Modern Firearms （页面存档备份，存于）
- YouTube上的Video of operation